# Торичела Вердзате
Торичѐла Вердза̀те (на италиански: Torricella Verzate; на ломбардски: Tur Sela, Тур Села) е община в Северна Италия, провинция Павия, регион Ломбардия. Административен център на общината е село Торичела (на италиански: Torricella), което е разположено на 160 m надморска височина. Населението на общината е 838 души (към 2017 г.).